# Fundación Euskadi
La Fundación Ciclista Euskadi (oficialmente: Fundación Ciclista Euskadi-Euskadiko Txirrindularitza Iraskundea) es una fundación deportiva sin ánimo de lucro que persigue, como objetivo final, la promoción, fomento, divulgación y desarrollo del ciclismo vasco.
El presidente de la Fundación es Miguel Madariaga, artífice del equipo y ex-mánager general del Euskaltel-Euskadi durante sus diecinueve primeras temporadas.
Su máximo exponente hasta el 2012 fue el equipo ciclista Euskaltel-Euskadi enrolado en la máxima categoría del ciclismo (UCI ProTeam) en la que algunos de sus corredores han formado parte de todas las etapas de esta Fundación. A partir de 2013, la Fundación Ciclista Euskadi quedó apartada de un nuevo proyecto del equipo de máxima categoría, haciéndose cargo del presupuesto y gestión la telefónica Euskaltel que supuestamente iba a aportar 40 millones de euros durante las siguientes 4 temporadas.

## Equipos

### Euskaltel-Euskadi (hasta 2012)

#### Gestación del nuevo proyecto
De cara a no pasar los apuros de los últimos años para mantenerse en el UCI ProTour, Igor González de Galdeano junto a la empresa Euskaltel prepararon un proyecto paralelo a la Fundación Euskadi. En él contarían con la mayor parte de corredores del equipo actual, sin embargo ficharían a una decena de corredores extranjeros (o no vascos) para ampliar el calendario y sobre todo que pudiesen aportar "puntos de mérito" para mejorar la calificación global del equipo ya que desde 2010 la categoría del equipo la determinaba una clasificación deportiva creada por la UCI basada en los resultados obtenidos por los 12 mejores ciclistas contratados para la temporada siguiente en los dos años precedentes, en el que solo los 15 primeros equipos de ese ranking tienen garantizada su puesto en la máxima categoría.
En este nuevo proyecto solo la empresa Euskaltel aportaría casi 40 millones de euros durante las próximas 4 temporadas lo que se aseguraría el futuro equipo. Hasta la fecha aportaba unos 6 millones cada 2 años.

##### Madariaga y excorredorres descontentos
El presidente de la Fundación Euskadi y durante muchos años mánager del Euskaltel-Euskadi, Miguel Madariaga, mostró su descontento por las formas en las que se gestó este proyecto no contando con él para nada. Posteriormente, tras diversas negociaciones, matizó esas declaraciones aunque declaró que el equipo tenía deudas por la falta de patrocinio del Gobierno Vasco que intentó paliar poniendo a la venta unas pulseras. Debido a esas deudas Madariaga pidió al nuevo proyecto que se hiciese cargo de ellas, ya no podía pagar las nóminas de noviembre y diciembre, a cambio del traspaso de los corredores con contrato en vigor y diverso material (autobuses, camiones...) y aunque finalmente dicho acuerdo se firmase fue muy por debajo de las pretensiones de Miguel logrando sacar adelante el resto de equipos para la temporada 2013 bajo mínimos (sin el patrocinio de Orbea y sin en principio colaboración con el nuevo Euskaltel Euskadi).
Por su parte, el 21 de septiembre de 2012, varios excorredores del Euskaltel-Euskadi (Markel Irizar, Beñat Intxausti, David López, Jonathan Castroviejo, Haimar Zubeldia, Iker Camaño y Koldo Fernández de Larrea) firmaron un comunicado en contra de la nueva gestión deportiva del Euskaltel-Euskadi. Estos corredores temieron que los extranjeros pudiesen quitar puestos en la plantilla a corredores vascos y así se limitase la opción de ser profesional para muchos de ellos.

### Orbea

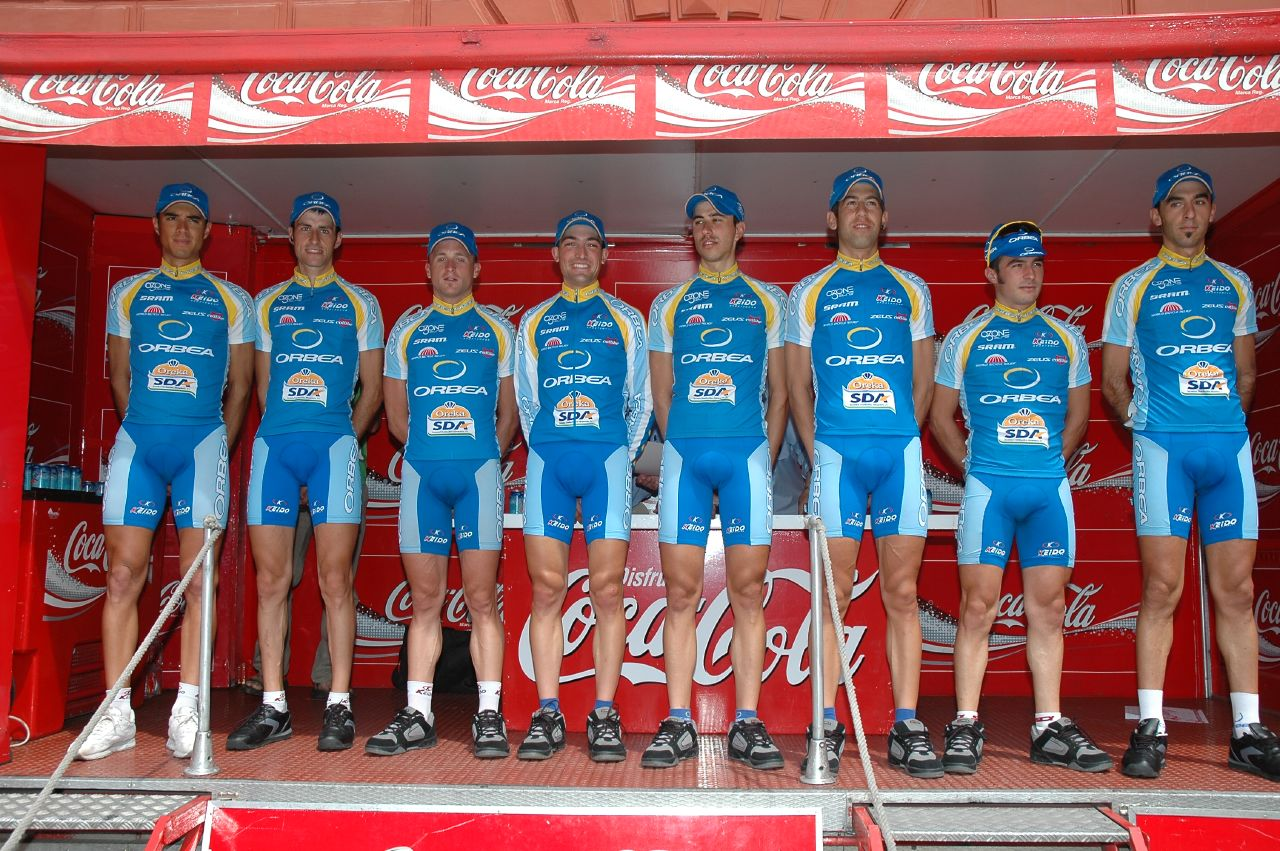
El equipo Orbea-Oreka en 2008.

La Fundación Euskadi tiene un equipo filial de categoría Continental, hasta el 2012 llamado Orbea. Las promesas de las cantera ciclista vasco-navarra que hayan destacado en categoría sub-23 y hayan sido contratados por la Fundación Euskadi realizan aquí la última fase de su formación antes de dar el salto al primer equipo, el Euskaltel-Euskadi, de categoría UCI ProTeam.
Este equipo es el sucesor del histórico equipo Olarra (conocido como Olarra-Ercoreca u Olarra-Orbea), que ejerció como filial de la Fundación Euskadi durante muchos años, aunque era un equipo amateur sub-23, no Continental como el Orbea.
Hasta el 2006 fue "simplemente" un equipo filial de la Fundación pudiendo contratar este equipo a los corredores que quisiese con un cupo de ciclistas impuestos por la Fundación. A partir del 2007 la Fundación Euskadi se hizo cargo completamente de la gestión del equipo para ello fueron despareciendo progresivamente los corredores de mayor edad o los no nacidos o formados en su ámbito de actuación.

### Amateur sub-23
La Fundación Euskadi contrata para su equipo Continental Orbea Continental (para después pasar al primer equipo, el Euskaltel-Euskadi, de categoría UCI ProTour) ciclistas provenientes del ciclismo amateur sub-23 vasco-navarro. Aunque cualquier corredor de dicha categoría puede ser contratado, tienen preferencia quienes provengan del Naturgas Energía o de los equipos convenidos.

#### Naturgas Energía
La Fundación Euskadi cuenta con un equipo sub-23, el Naturgas Energía, creado en colaboración con la Federación Alavesa de Ciclismo para la temporada 2008 con el objetivo de fomentar el ciclismo amateur en Álava, al ser ésta la única provincia vasca que no contaba con un equipo sub-23 independiente (el último, el Ruta Europa, había desaparecido en 2004).

#### Equipos convenidos
La Fundación Euskadi tenía, además del equipo propio Naturgas Energía en Álava, convenios con varios equipos amateur sub-23 independientes de las otras provincias vascas y de la Comunidad Foral de Navarra. Los equipos vascos y navarros amateur sub-23 convenidos eran los siguientes:
- Bidelan-Kirolgi (Guipúzcoa).
- Debabarrena (Guipúzcoa)
- Koplad Uni2 (Vizcaya)
- Caja Rural (Navarra)

Estos cuatro equipos convenidos eran independientes en su funcionamiento (es decir, no eran equipos filiales propios), aunque reciben apoyo y asistencia de la Fundación Euskadi en diversas áreas. A cambio, la Fundación Euskadi tenía un derecho preferente sobre los ciclistas de dichas escuadras amateur vascas y navarras.

#### Polémica con los equipos no convenidos
A finales de 2008, algunos equipos sub-23 vascos no convenidos se quejaron de que la Fundación Euskadi sólo fichaba a ciclistas de su equipo sub-23 (Naturgas Energía) o de los equipos sub-23 convenidos, vetando a ciclistas de los equipos amateur sub-23 vascos y navarros no convenidos (entre los que se encontraban el Seguros Bilbao, el Café Baqué, el Azysa-Cetya-Viscarret o el Azpiru-Ugarte). El mánager general de la Fundación Euskadi y del Euskaltel-Euskadi, Miguel Madariaga, negó posteriormente dichas acusaciones, afirmando que la Fundación Euskadi fichaba a aquellos corredores que destacaban en categoría sub-23, fuesen de equipos convenidos o no, aunque tenían prioridad aquellos que provengan de uno convenido.
En el 2010, el director del equipo, Igor González de Galdeano, afirmó que ya no existían equipos convenidos ya que según sus palabras: «No tenemos equipos convenidos. Eso nos dio problemas. Y quiero dejar claro que todo ciclista vasco, del equipo que sea, puede correr con nosotros». Zanjando las pasadas polémicas.

### Colaboración con Cofidis
Tras la desaparición del Euskadi (anteriormente Orbea) en 2015 la Fundación Euskadi se quedó sin ningún equipo vinculado en categoría profesional. Para paliar ese déficit la Fundación Euskadi firmó un acuerdo de colaboración con el equipo francés del Cofidis, Solutions Crédits de categoría Profesional Continental para poder facilitar el acceso al profesionalismo desde el Fundación Euskadi-EDP (antiguo Naturgas Energía).

## Sede
La Fundación Ciclista tiene su sede operativa en el antiguo seminario de Derio (Vizcaya). Dichas instalaciones acogen, además, otras actividades de la Fundación Euskadi, tales como el Aula Pedagógica de la Fundación Ciclista Euskadi (en funcionamiento desde 1998 y por la que cada año pasan más de 2.500 escolares vascos) y la Escuela de BTT de Txorierri. Asimismo, es el lugar desde el que parte anualmente la Fiesta de la Bicicleta organizada por la Fundación.
La sede social de la Fundación Euskadi se sitúa en Bilbao (calle Iparraguirre, 46 - 1º), junto a La Alhóndiga.